# Petr Míšek
Petr Míšek (* 23. března 1959 České Budějovice) je český hokejista, který reprezentoval Československo.

## Hráčská kariéra
Vyznačoval se velkým talentem, což nejlépe dokumentuje skutečnost, že s hokejem začal až ve 13 letech. Přitom v sezóně 1977–1978 již hrál ligu dospělých, poté odehrál jednu sezónu ve Vimperku, a v následující sezóně patřil již mezi nejlepší hráče nejvyšší soutěže, za což si vysloužil nominaci do reprezentačního týmu. Na MS 1981 ve Švédsku byl členem týmu, který vybojoval bronzovou medaili.
Letní přípravu na další sezónu již nedokončil, v průběhu pravidelných zdravotních testů neprošel kontrolou, lékaři mu diagnostikovali přechozenou žloutenku typu B. Po několikaměsíčním léčení mu bylo doporučeno, aby ukončil hráčskou kariéru, což se stalo v jeho 23 letech.
Jeho bilance v reprezentačním týmu se zastavila na 22 zápasech a 1 gólu.

## Trenérská kariéra
Při hokeji studoval budějovickou pedagogickou fakultu, po skončení hráčské kariéry přestoupil na pražskou FTVS, během studií byl asistentem trenéra pražské Slavie, následně vedl mládež ve Spartě. Následovalo první působení na hokejovém svazu, kdy dostal nabídku od Karla Guta a Slavomíra Lenera trénovat reprezentační šestnáctku. U hokejistů ročníku 1973 působil tři roky, na jaře 1991 tým zvítězil na Mistrovství Evropy do 18 let hraném na Slovensku. Po úspěchu následovaly dva roky ve finském Tampere, kde působil u juniorského týmu. Poté se opět vrátil na hokejový svaz, vykonával funkci šéftrenéra mládeže, byl i generálním manažerem reprezentační dvacítky ČR. Před začátkem sezony 2010/2011 se vrátil do Českých Budějovic jako obchodní manažer a od začátku sezony 2011/2012 je ředitelem obchodního oddělení HC Motor České Budějovice.